# 박충식 (정치인)
박충식(朴忠植, 1903년 ~ 1966년 4월 5일)은 대한민국의 제2·4·5대 국회의원이다. 본관은 함양.

## 생애
제2대, 제4대 국회의원을 역임하고 제5대 국회의원에도 당선되었으나, 당선 무효를 선고받았다.

## 학력
- 경성법학전문학교 3년 수료

## 경력
- 화신산업 간부
- 동서해상주식회사 대표취체역
- 경성전기주식회사 대표취체역
- 자유신문사감사역
- 1948년 5월 10일 : 제헌 국회의원(충남 공주갑) 낙선
- 제2대 국회의원 (공주군 갑) / 민주국민당
- 제4대 국회의원 (공주군 갑) / 자유당
- 제5대 국회의원 (공주군 갑) /무소속

## 역대 선거 결과
|  | 17.57% |

|  | 25.51% |

|  | 0% |

|  | 69.86% |

|  | 18.39% |

|  | 25.60% |

## 참고자료
- 박충식 - 대한민국헌정회